# Sicherheitskommunikation
Sicherheitskommunikation ist ein Bereich der Kommunikation, in welchem sicherheitsrelevante Faktoren einfließen. So müssen Maßnahmen, welche Menschen schützen oder retten sollen, durch kommunikative Prozesse vorbereitet, koordiniert und nachbereitet werden. Somit wird die Sicherheitskommunikation als Schutz- und Rettungsmittel wahrgenommen. Sie soll Selbstorganisation und zivile Krisenresilienz stärken.
Eine gute Sicherheitskommunikation wirkt sowohl reaktiv als auch proaktiv zum Schutz einer Masse, sie bedient sich derweil verschiedener Kommunikationsmittel und vertraut auf die Hilfe einer aktiv partizipierenden Gesellschaft. Diese soll sowohl vor, während oder nach einem Ereignis handlungsfähig sein. Aus diesem Grund ist es notwendig sicherheitskommunikative Angebote in der Bevölkerung zu verstärken.

## Entwicklung und unterschiedliche Anwender
Der Begriff der Sicherheitskommunikation wurde in verschiedenen Bereichen aufgegriffen. So hat zum Beispiel die Polizei in Hamburg angefangen eine Sicherheitskommunikation 2.0 einzuführen. Dabei geht sie davon aus, dass Kommunikation sowohl auf direktem als auch indirektem Wege Sicherheit erhöhten kann. Dabei ist es wichtig, dass die Informationen valide und sachgerecht sind und von einer reflektierten Gruppe aufgenommen werden kann.
Weiteren Aufschluss soll das Forschungsprojekt PRÄDISIKO geben, welches analysiert, welche Art der Kommunikation zwischen Polizei und Bevölkerung präventiv genutzt werden kann. So zeigte sich zum Beispiel in einer Studie, dass gute Information über Kriminalität gegen eine übertriebene Angst vor Verbrechen helfen kann.
Sicherheitskommunikation kann außerdem auf Produkten angewendet werden. Sie kann dazu beitragen, dass die Sicherheit von Konsumenten erhöht wird. Von Bedeutung ist auch die benutzergerechte Gestaltung von technischen Instandhaltungs- und Sicherheitshinweisen beim Betrieb von Maschinen und Anlagen. Der Export technischer Anlagen ins fremdsprachige Ausland wirft hierbei Fragen nach interkultureller Sicherheitskommunikation auf.
Ein weiterer Anwendungsbereich ist die IT-Sicherheitskommunikation. Hierbei wird einem Nutzer mittels verschiedener Kanäle (zum Beispiel Audio, Video etc.) klare Handlungsweisen mitgeteilt, die dieser anwenden soll. Anhand dieser kann eine Notfallstrategie durchgeführt werden.

## Etablierte Methoden
Sicherheitskommunikation wird schon seit langer Zeit in verschiedenen Bereichen eingesetzt. Eine sehr alte, aber effektive Methode sind Rauchzeichen. Diese konnten über eine große Entfernung Informationen transportieren und andere Personen warnen.
Später wurden oftmals Sirenen genutzt, um die Bevölkerung zu warnen. Viele Sirenenanlagen sind allerdings nicht mehr in Betrieb, da sich die weltpolitische Lage von damals entspannt hat. In Deutschland gab es zum Beispiel den Fliegeralarm im Zweiten Weltkrieg. Dieses wurde vom Warnamt ausgelöst, welches ansonsten ein Warnnetz zur Kommunikation nutze. Mithilfe dieses Netzes konnten Durchsagen an ungefähr 12.000 angeschlossene Warnstellen gemacht werden.
Heutzutage gibt es solche Sirenen- und Lautsprecherwarnungen nur noch in stark gefährdeten Gebieten. Dort kann die Bevölkerung vor verschiedenen Gefahren wie zum Beispiel Schadstoffe oder ähnliches gewarnt werden. An manchen Orten gibt es eine Sprachalarmanlage, welche vorgefertigte Notfalltexte nutzt, um Personen im Notfall Anweisungen zu geben. Diese Technik wird vor allem in der Brandmeldetechnik mehr und mehr genutzt.
Die USA nutzt ein Wireless Emergency Alert System, welches Warnmeldungen an alle elektronischen Geräte im Senderadius sendet. Diese SMS können Gefahrenmeldungen oder Fahndungsaufrufe sein. In Deutschland hingegen wird ein modulares Warnsystem (MoWaS) genutzt, welches Gefahrenmeldungen an Rundfunk, Fernsehen, sowie eventuell an Paging-Dienste, die Deutsche Bahn, Internetprovider und die App Nina weiterleitet. SMS Warnungen sind hierzulande nicht erlaubt. Solche Warnungen können zum Beispiel sein, dass man lieber im Haus bleiben soll oder die Fenster geschlossen halten soll, da schädliche Substanzen in der Luft liegen.

## Neueste Entwicklungen
Das interdisziplinäre Forschungsprojekt PräDiSiKo der Polizei soll eine neue Kommunikationsplattform darstellen, mithilfe derer die Polizei mit der Bevölkerung kommunizieren kann. Dabei nutzt sie interaktive Inhalte, kurze Filme und ähnliche Botschaften. Diese sollen präventiv über ein Onlinenetzwerk kommuniziert werden. Sie hofft damit einen Dialog zu erstellen sowie verschiedene Zielgruppen ansprechen zu können. Letztendlich soll die zivile Sicherheit dadurch erhöht werden.
Die Bundesregierung möchte ermöglichen, dass die Bevölkerung schneller informiert werden kann und will daher auf elektronischen Werbetafeln Informationen weitergeben. Außerdem sollen Warn-Apps einheitliche Informationen senden.
Inzwischen gibt es in Deutschland mehrere Warn-Apps, welche Nutzer vor möglichen Bedrohungen warnen. Im Folgenden werden ein paar der größten deutschen Apps beschrieben:
- Die Warn-App NINA wurde vom BBK entwickelt. Sowohl der Bund als auch einzelne Länder können Warnungen über diese App senden. So kommen zum Beispiel Unwetter-, Hochwasser-, Bombenwarnungen etc. über NINA. Zusätzlich gibt es Hinweise wie man sich im Notfall verhalten sollte.[20]
- Katwarn[21] ist eine ähnliche App, welche vom Fraunhofer-Institut entwickelt wurde. Sie gibt bundesweit Wetterwarnungen weiter, in manchen Gegenden allerdings auch regionale Meldungen.
- BIWAPP (Bürger-Info- und Warn-App[22]) warnt sowohl vor größeren Katastrophen als auch vor Fahndungen, Verkehrsunfällen oder Schulausfällen, wenn die zuständigen Personen diese Informationen einspeisen.
- DWD WarnWetter ist die App des Deutschen Wetterdienstes und warnt vor allen Wetterlagen. Die meisten Warn-Apps kooperieren inzwischen miteinander.[23]

Der Nachteil einer solchen Warn-App ist, dass der Nutzer ein Smartphone und eine gute Internetverbindung benötigt. Leider kann es auf Massenveranstaltungen zu einem Einbruch der Verbindung kommen und Apps werden nutzlos.
Aufgrund der Vielzahl der Kanäle und der hohen Relevanz sowie eines hohen Zeitdrucks werden professionalisierte Sicherheitskommunikatoren benötigt, welche sich um die Inhalte kümmern sowie die Kanalbspielung übernehmen. Dies wird oftmals auf Großveranstaltungen genutzt. Ausgebildete Sicherheitssprecher etablieren hierbei im Vorfeld der Veranstaltung eine Vertrauensbasis zwischen Veranstaltern und Besuchern, um im Ereignisfall (z. B. Unwetter, hohe Massendichte, Terror etc.) leichter im Interesse beider Parteien kommunizieren zu können. Dabei kommunizieren die Sicherheitssprecher stets im Auftrag der Veranstaltenden und immer derart, dass die Besuchenden die ergriffenen Sicherheitsmaßnahmen nicht nur hinnehmen, sondern sie auch verstehen und unterstützen. Gleichzeitig kommunizieren die Sprecher auch die Interessen und Bedürfnisse der Besuchenden gegenüber den Veranstaltenden, wodurch auch in unerwarteten Situationen ein Dialog zwischen beiden Parteien erhalten bleibt. Dies erleichtert es Besuchende von einem Sicherheitsrisiko zu einem funktionierenden Baustein der Veranstaltungssicherheit werden zu lassen. Diese Form der Sicherheitskommunikation wird zum Beispiel seit 2016 in einem praktischen Forschungsprojekt (Guardian Angels) durch Großveranstalter und Kommunikationsexperten getestet, evaluiert und weiterentwickelt.